# Bathygobius albopunctatus
Bathygobius albopunctatus es una especie de peces de la familia de los Gobiidae en el orden de los Perciformes.

## Morfología
Los machos pueden llegar a alcanzar los 12 cm de longitud total.

## Distribución geográfica
Se encuentra desde Inhaca (Mozambique) hasta Transkei (Sudáfrica )

## Observaciones
Es inofensivo para los humanos.